# Bursa Büyükşehir Belediye Spor Kulübü (pallavolo femminile)
Il Bursa Büyükşehir Belediye Spor Kulübü fu una società pallavolistica femminile turca, con sede a Bursa; faceva parte della polisportiva Bursa Büyükşehir Belediye Spor Kulübü.

## Storia
Il Bursa Büyükşehir Belediye Spor Kulübü viene fondato nel 1980. Dopo diverse annate nelle divisioni minori del campionato turco, nel 2012 centra la promozione nella Voleybol 1. Ligi, nella quale debutta nella stagione 2012-13: classificatosi quinto, ottiene immediatamente il diritto di partecipazione a una competizione europea, qualificandosi per la Coppa CEV 2013-14, estromesso immediatamente dalle connazionali del Fenerbahçe, retrocedendo quindi in Challenge Cup, dove esce di scena si sedicesimi di finale.
Nel corso delle annate seguenti la formazione di Bursa si classifica sempre al quinto posto in campionato, partecipando ogni anno alla terza coppa continentale: con la vittoria della Challenge Cup 2014-15, conquista il primo trofeo della propria storia sconfiggendo le russe dell'Uraločka, successo bissato anche nell'edizione 2016-17 ai danni delle greche dell'Olympiakos, con le due formazioni che si sono nuovamente incrociate nella finale dell'edizione successiva, che vede il trionfo delle elleniche.
Nell'estate del 2018 il club cessa le proprie attività nella pallavolo femminile, cedendo il proprio titolo all'Aydın BB.

## Palmarès
- Challenge Cup: 2

2014-15, 2016-17